# Leiobunum ghigii
Leiobunum ghigii is een hooiwagen uit de familie Sclerosomatidae.